# Fenestrulina tongassorum
Fenestrulina tongassorum är en mossdjursart som först beskrevs av Dick, Grischenko och Shunsuke F. Mawatari 2005.  Fenestrulina tongassorum ingår i släktet Fenestrulina och familjen Microporellidae. Inga underarter finns listade i Catalogue of Life.